# Eleições presidenciais de 2016 em Bragança

## Resultados Oficiais
| Candidato               | Candidato                | Votos  | %               |
| ----------------------- | ------------------------ | ------ | --------------- |
|                         | Marcelo Rebelo de Sousa  | 8 026  | 59,94 / 100,00  |
|                         | António Sampaio da Nóvoa | 2 902  | 21,67 / 100,00  |
|                         | Marisa Matias            | 1 056  | 7,89 / 100,00   |
|                         | Maria de Belém Roseira   | 557    | 4,16 / 100,00   |
|                         | Vitorino Silva           | 300    | 2,24 / 100,00   |
|                         | Edgar Silva              | 220    | 1,64 / 100,00   |
|                         | Paulo de Morais          | 167    | 1,25 / 100,00   |
|                         | Henrique Neto            | 100    | 0,75 / 100,00   |
|                         | Jorge Sequeira           | 34     | 0,25 / 100,00   |
|                         | Cândido Ferreira         | 29     | 0,22 / 100,00   |
| Votos Inválidos         | Votos Inválidos          | 276    | 2,01 / 100,00   |
| Total                   | Total                    | 13 667 | 100,00 / 100,00 |
| Eleitorado/Participação | Eleitorado/Participação  | 36 453 | 37,49 / 100,00  |

## Resultados por Freguesia
Os resultados dos candidatos por freguesia foram os seguintes:
| Freguesia                       | %     | %     | %     | %    | %     | %    | %    | %    | %    | %    | Votantes |
| Freguesia                       | MRS   | ASN   | MM    | MBR  | VS    | PM   | ES   | HN   | JS   | CF   | Votantes |
| ------------------------------- | ----- | ----- | ----- | ---- | ----- | ---- | ---- | ---- | ---- | ---- | -------- |
| Alfaião                         | 63,64 | 21,21 | 6,06  | 7,07 | 1,01  | 0    | 0    | 1,01 | 0    | 0    | 100      |
| Aveleda e Rio de Onor           | 66,01 | 20,26 | 7,84  | 1,96 | 1,31  | 0    | 0    | 1,96 | 0,65 | 0    | 155      |
| Babe                            | 72,41 | 20,69 | 0,86  | 1,72 | 0     | 0,86 | 0,86 | 1,72 | 0    | 0,86 | 119      |
| Baçal                           | 74,89 | 10,76 | 7,62  | 1,79 | 3,14  | 0,90 | 0,90 | 0    | 0    | 0    | 226      |
| Carragosa                       | 57,35 | 20,59 | 8,82  | 5,88 | 2,94  | 1,47 | 1,47 | 1,47 | 0    | 0    | 71       |
| Castrelos e Carrazedo           | 75,00 | 8,06  | 7,26  | 2,42 | 1,61  | 0,81 | 0,81 | 0,81 | 0    | 3,23 | 126      |
| Castro de Avelãs                | 72,48 | 18,79 | 2,01  | 2,01 | 2,01  | 1,34 | 0,67 | 0,67 | 0    | 0    | 150      |
| Coelhoso                        | 74,14 | 11,49 | 5,75  | 1,72 | 1,15  | 3,45 | 0,57 | 1,15 | 0,57 | 0    | 174      |
| Donai                           | 72,68 | 14,95 | 6,70  | 2,58 | 2,06  | 0    | 1,03 | 0    | 0    | 0    | 197      |
| Espinhosela                     | 65,18 | 16,96 | 5,36  | 7,14 | 5,36  | 0    | 0    | 0    | 0    | 0    | 113      |
| França                          | 62,68 | 17,61 | 6,34  | 9,86 | 2,11  | 0    | 0,70 | 0    | 0,70 | 0    | 143      |
| Gimonde                         | 60,87 | 19,88 | 6,21  | 4,97 | 3,73  | 0,62 | 1,24 | 1,24 | 0,62 | 0,62 | 169      |
| Gondesende                      | 67,00 | 8,00  | 10,00 | 2,00 | 1,00  | 7,00 | 4,00 | 0    | 1,00 | 0    | 101      |
| Gostei                          | 65,96 | 17,02 | 5,85  | 3,19 | 5,32  | 0    | 1,60 | 1,06 | 0    | 0    | 190      |
| Grijó de Parada                 | 61,70 | 17,02 | 8,51  | 5,67 | 2,13  | 2,13 | 1,42 | 0,71 | 0,71 | 0    | 147      |
| Izeda,Calvelhe e Paradinha Nova | 56,53 | 21,33 | 8,80  | 7,73 | 1,60  | 1,33 | 1,07 | 1,07 | 0,27 | 0,27 | 382      |
| Macedo do Mato                  | 74,73 | 12,09 | 3,30  | 5,49 | 0     | 2,20 | 2,20 | 0    | 0    | 0    | 91       |
| Mós                             | 62,86 | 14,29 | 11,43 | 5,71 | 2,86  | 1,43 | 0    | 0    | 0    | 1,43 | 71       |
| Nogueira                        | 56,78 | 28,14 | 7,54  | 5,53 | 0,50  | 1,01 | 0    | 0,50 | 0    | 0    | 205      |
| Outeiro                         | 70,45 | 18,94 | 3,03  | 6,06 | 1,52  | 0    | 0    | 0    | 0    | 0    | 132      |
| Parada e Faílde                 | 60,18 | 23,89 | 7,08  | 4,42 | 1,18  | 0,88 | 1,47 | 0,59 | 0    | 0,29 | 344      |
| Parâmio                         | 53,09 | 22,22 | 6,17  | 4,94 | 11,11 | 0    | 0    | 1,23 | 1,23 | 0    | 83       |
| Pinela                          | 64,21 | 10,53 | 10,53 | 6,32 | 6,32  | 0    | 2,11 | 0    | 0    | 0    | 97       |
| Quintanilha                     | 33,33 | 35,66 | 12,40 | 7,75 | 6,20  | 1,55 | 2,33 | 0,78 | 0    | 0    | 133      |
| Quintela de Lampaças            | 70,18 | 19,30 | 4,39  | 4,39 | 0,88  | 0    | 0    | 0    | 0,88 | 0    | 116      |
| Rabal                           | 72,00 | 11,00 | 2,00  | 5,00 | 3,00  | 1,00 | 3,00 | 1,00 | 0    | 2,00 | 107      |
| Rebordainhos e Pombares         | 74,53 | 11,32 | 5,66  | 3,77 | 0,94  | 0    | 0    | 0,94 | 0,94 | 1,89 | 107      |
| Rebordãos                       | 69,39 | 12,76 | 7,14  | 2,55 | 5,61  | 0    | 2,55 | 0    | 0    | 0    | 200      |
| Rio Frio e Milhão               | 69,77 | 15,81 | 6,51  | 3,72 | 1,86  | 0,47 | 1,40 | 0,47 | 0    | 0    | 220      |
| Salsas                          | 77,24 | 8,97  | 2,76  | 5,52 | 1,38  | 2,07 | 0,69 | 1,38 | 0    | 0    | 150      |
| Samil                           | 56,44 | 26,98 | 6,44  | 5,20 | 0,50  | 1,24 | 1,49 | 0,74 | 0    | 0,99 | 407      |
| Santa Comba de Rossas           | 52,63 | 24,81 | 12,78 | 3,76 | 3,76  | 0,75 | 0    | 1,50 | 0    | 0    | 139      |
| São Julião de Palácios e Deilão | 79,31 | 4,93  | 5,91  | 3,45 | 0,99  | 0,99 | 0,49 | 2,46 | 0,99 | 0,49 | 208      |
| São Pedro de Sarracenos         | 57,06 | 14,72 | 17,18 | 3,68 | 4,29  | 2,45 | 0    | 0,61 | 0    | 0    | 171      |
| Sé, Santa Maria e Meixedo       | 55,76 | 24,89 | 8,57  | 3,82 | 2,25  | 2,05 | 1,50 | 0,78 | 0,24 | 0,13 | 7 709    |
| Sendas                          | 84,47 | 9,71  | 0     | 1,94 | 0     | 0,97 | 0    | 0    | 2,91 | 0    | 106      |
| Serapicos                       | 76,24 | 9,90  | 6,93  | 3,96 | 0,99  | 1,98 | 0    | 0    | 0    | 0    | 104      |
| Sortes                          | 50,45 | 19,82 | 15,32 | 9,01 | 0,90  | 2,70 | 0,90 | 0    | 0    | 0,90 | 117      |
| Zoio                            | 78,82 | 9,41  | 8,24  | 2,35 | 0     | 0    | 0    | 0    | 1,18 | 0    | 87       |
| Bragança                        | 59,94 | 21,67 | 7,89  | 4,16 | 2,24  | 1,64 | 1,25 | 0,75 | 0,25 | 0,22 | 13 667   |

#### Alfaião
| Candidato               | Candidato                | Votos | %               |
| ----------------------- | ------------------------ | ----- | --------------- |
|                         | Marcelo Rebelo de Sousa  | 63    | 63,64 / 100,00  |
|                         | António Sampaio da Nóvoa | 21    | 21,21 / 100,00  |
|                         | Maria de Belém Roseira   | 7     | 7,07 / 100,00   |
|                         | Marisa Matias            | 6     | 6,06 / 100,00   |
|                         | Vitorino Silva           | 1     | 1,00 / 100,00   |
|                         | Henrique Neto            | 1     | 1,00 / 100,00   |
|                         | Edgar Silva              | 0     | 0,00 / 100,00   |
|                         | Paulo de Morais          | 0     | 0,00 / 100,00   |
|                         | Jorge Sequeira           | 0     | 0,00 / 100,00   |
|                         | Cândido Ferreira         | 0     | 0,00 / 100,00   |
| Votos Inválidos         | Votos Inválidos          | 1     | 1,00 / 100,00   |
| Total                   | Total                    | 100   | 100,00 / 100,00 |
| Eleitorado/Participação | Eleitorado/Participação  | 209   | 47,85 / 100,00  |

#### Aveleda e Rio de Onor
| Candidato               | Candidato                | Votos | %               |
| ----------------------- | ------------------------ | ----- | --------------- |
|                         | Marcelo Rebelo de Sousa  | 101   | 66,01 / 100,00  |
|                         | António Sampaio da Nóvoa | 31    | 20,26 / 100,00  |
|                         | Marisa Matias            | 12    | 7,84 / 100,00   |
|                         | Maria de Belém Roseira   | 3     | 1,96 / 100,00   |
|                         | Henrique Neto            | 3     | 1,96 / 100,00   |
|                         | Vitorino Silva           | 2     | 1,31 / 100,00   |
|                         | Jorge Sequeira           | 1     | 0,65 / 100,00   |
|                         | Edgar Silva              | 0     | 0,00 / 100,00   |
|                         | Paulo de Morais          | 0     | 0,00 / 100,00   |
|                         | Cândido Ferreira         | 0     | 0,00 / 100,00   |
| Votos Inválidos         | Votos Inválidos          | 2     | 1,29 / 100,00   |
| Total                   | Total                    | 155   | 100,00 / 100,00 |
| Eleitorado/Participação | Eleitorado/Participação  | 437   | 35,47 / 100,00  |

#### Babe
| Candidato               | Candidato                | Votos | %               |
| ----------------------- | ------------------------ | ----- | --------------- |
|                         | Marcelo Rebelo de Sousa  | 84    | 72,41 / 100,00  |
|                         | António Sampaio da Nóvoa | 24    | 20,69 / 100,00  |
|                         | Maria de Belém Roseira   | 2     | 1,72 / 100,00   |
|                         | Henrique Neto            | 2     | 1,72 / 100,00   |
|                         | Marisa Matias            | 1     | 0,86 / 100,00   |
|                         | Edgar Silva              | 1     | 0,86 / 100,00   |
|                         | Paulo de Morais          | 1     | 0,86 / 100,00   |
|                         | Cândido Ferreira         | 1     | 0,86 / 100,00   |
|                         | Vitorino Silva           | 0     | 0,00 / 100,00   |
|                         | Jorge Sequeira           | 0     | 0,00 / 100,00   |
| Votos Inválidos         | Votos Inválidos          | 2     | 2,52 / 100,00   |
| Total                   | Total                    | 119   | 100,00 / 100,00 |
| Eleitorado/Participação | Eleitorado/Participação  | 336   | 35,42 / 100,00  |

#### Baçal
| Candidato               | Candidato                | Votos | %               |
| ----------------------- | ------------------------ | ----- | --------------- |
|                         | Marcelo Rebelo de Sousa  | 167   | 74,89 / 100,00  |
|                         | António Sampaio da Nóvoa | 24    | 10,76 / 100,00  |
|                         | Marisa Matias            | 17    | 7,62 / 100,00   |
|                         | Vitorino Silva           | 7     | 3,14 / 100,00   |
|                         | Maria de Belém Roseira   | 4     | 1,79 / 100,00   |
|                         | Edgar Silva              | 2     | 0,90 / 100,00   |
|                         | Paulo de Morais          | 2     | 0,90 / 100,00   |
|                         | Henrique Neto            | 0     | 0,00 / 100,00   |
|                         | Cândido Ferreira         | 0     | 0,00 / 100,00   |
|                         | Jorge Sequeira           | 0     | 0,00 / 100,00   |
| Votos Inválidos         | Votos Inválidos          | 3     | 1,32 / 100,00   |
| Total                   | Total                    | 226   | 100,00 / 100,00 |
| Eleitorado/Participação | Eleitorado/Participação  | 546   | 41,39 / 100,00  |

#### Carragosa
| Candidato               | Candidato                | Votos | %               |
| ----------------------- | ------------------------ | ----- | --------------- |
|                         | Marcelo Rebelo de Sousa  | 39    | 57,35 / 100,00  |
|                         | António Sampaio da Nóvoa | 14    | 20,59 / 100,00  |
|                         | Marisa Matias            | 6     | 8,82 / 100,00   |
|                         | Maria de Belém Roseira   | 4     | 5,88 / 100,00   |
|                         | Vitorino Silva           | 2     | 2,94 / 100,00   |
|                         | Edgar Silva              | 1     | 1,47 / 100,00   |
|                         | Paulo de Morais          | 1     | 1,47 / 100,00   |
|                         | Henrique Neto            | 1     | 1,47 / 100,00   |
|                         | Cândido Ferreira         | 0     | 0,00 / 100,00   |
|                         | Jorge Sequeira           | 0     | 0,00 / 100,00   |
| Votos Inválidos         | Votos Inválidos          | 3     | 4,23 / 100,00   |
| Total                   | Total                    | 71    | 100,00 / 100,00 |
| Eleitorado/Participação | Eleitorado/Participação  | 252   | 28,17 / 100,00  |

#### Castrelos e Carrazedo
| Candidato               | Candidato                | Votos | %               |
| ----------------------- | ------------------------ | ----- | --------------- |
|                         | Marcelo Rebelo de Sousa  | 93    | 75,00 / 100,00  |
|                         | António Sampaio da Nóvoa | 10    | 8,06 / 100,00   |
|                         | Marisa Matias            | 9     | 7,26 / 100,00   |
|                         | Cândido Ferreira         | 4     | 3,23 / 100,00   |
|                         | Maria de Belém Roseira   | 3     | 2,42 / 100,00   |
|                         | Vitorino Silva           | 2     | 1,61 / 100,00   |
|                         | Edgar Silva              | 1     | 0,79 / 100,00   |
|                         | Paulo de Morais          | 1     | 0,79 / 100,00   |
|                         | Henrique Neto            | 1     | 0,79 / 100,00   |
|                         | Jorge Sequeira           | 0     | 0,00 / 100,00   |
| Votos Inválidos         | Votos Inválidos          | 2     | 1,58 / 100,00   |
| Total                   | Total                    | 126   | 100,00 / 100,00 |
| Eleitorado/Participação | Eleitorado/Participação  | 292   | 43,15 / 100,00  |

#### Castro de Avelãs
| Candidato               | Candidato                | Votos | %               |
| ----------------------- | ------------------------ | ----- | --------------- |
|                         | Marcelo Rebelo de Sousa  | 108   | 72,48 / 100,00  |
|                         | António Sampaio da Nóvoa | 28    | 18,79 / 100,00  |
|                         | Marisa Matias            | 3     | 2,01 / 100,00   |
|                         | Maria de Belém Roseira   | 3     | 2,01 / 100,00   |
|                         | Vitorino Silva           | 3     | 2,01 / 100,00   |
|                         | Paulo de Morais          | 2     | 1,34 / 100,00   |
|                         | Edgar Silva              | 1     | 0,67 / 100,00   |
|                         | Henrique Neto            | 1     | 0,67 / 100,00   |
|                         | Jorge Sequeira           | 0     | 0,00 / 100,00   |
|                         | Cândido Ferreira         | 0     | 0,00 / 100,00   |
| Votos Inválidos         | Votos Inválidos          | 1     | 0,67 / 100,00   |
| Total                   | Total                    | 150   | 100,00 / 100,00 |
| Eleitorado/Participação | Eleitorado/Participação  | 328   | 45,73 / 100,00  |

#### Coelhoso
| Candidato               | Candidato                | Votos | %               |
| ----------------------- | ------------------------ | ----- | --------------- |
|                         | Marcelo Rebelo de Sousa  | 129   | 74,14 / 100,00  |
|                         | António Sampaio da Nóvoa | 20    | 11,49 / 100,00  |
|                         | Marisa Matias            | 10    | 5,75 / 100,00   |
|                         | Paulo de Morais          | 6     | 3,45 / 100,00   |
|                         | Maria de Belém Roseira   | 3     | 1,72 / 100,00   |
|                         | Vitorino Silva           | 2     | 1,15 / 100,00   |
|                         | Henrique Neto            | 2     | 1,15 / 100,00   |
|                         | Edgar Silva              | 1     | 0,57 / 100,00   |
|                         | Jorge Sequeira           | 1     | 0,57 / 100,00   |
|                         | Cândido Ferreira         | 0     | 0,00 / 100,00   |
| Votos Inválidos         | Votos Inválidos          | 0     | 0,00 / 100,00   |
| Total                   | Total                    | 174   | 100,00 / 100,00 |
| Eleitorado/Participação | Eleitorado/Participação  | 510   | 34,12 / 100,00  |

#### Donai
| Candidato               | Candidato                | Votos | %               |
| ----------------------- | ------------------------ | ----- | --------------- |
|                         | Marcelo Rebelo de Sousa  | 141   | 72,68 / 100,00  |
|                         | António Sampaio da Nóvoa | 29    | 14,95 / 100,00  |
|                         | Marisa Matias            | 13    | 6,70 / 100,00   |
|                         | Maria de Belém Roseira   | 5     | 2,58 / 100,00   |
|                         | Vitorino Silva           | 4     | 2,06 / 100,00   |
|                         | Edgar Silva              | 2     | 1,03 / 100,00   |
|                         | Paulo de Morais          | 0     | 0,00 / 100,00   |
|                         | Henrique Neto            | 0     | 0,00 / 100,00   |
|                         | Jorge Sequeira           | 0     | 0,00 / 100,00   |
|                         | Cândido Ferreira         | 0     | 0,00 / 100,00   |
| Votos Inválidos         | Votos Inválidos          | 3     | 1,53 / 100,00   |
| Total                   | Total                    | 197   | 100,00 / 100,00 |
| Eleitorado/Participação | Eleitorado/Participação  | 433   | 45,50 / 100,00  |

#### Espisonhela
| Candidato               | Candidato                | Votos | %               |
| ----------------------- | ------------------------ | ----- | --------------- |
|                         | Marcelo Rebelo de Sousa  | 73    | 65,18 / 100,00  |
|                         | António Sampaio da Nóvoa | 19    | 16,96 / 100,00  |
|                         | Maria de Belém Roseira   | 8     | 7,14 / 100,00   |
|                         | Marisa Matias            | 6     | 5,36 / 100,00   |
|                         | Vitorino Silva           | 6     | 5,36 / 100,00   |
|                         | Edgar Silva              | 0     | 0,00 / 100,00   |
|                         | Paulo de Morais          | 0     | 0,00 / 100,00   |
|                         | Henrique Neto            | 0     | 0,00 / 100,00   |
|                         | Jorge Sequeira           | 0     | 0,00 / 100,00   |
|                         | Cândido Ferreira         | 0     | 0,00 / 100,00   |
| Votos Inválidos         | Votos Inválidos          | 1     | 0,88 / 100,00   |
| Total                   | Total                    | 113   | 100,00 / 100,00 |
| Eleitorado/Participação | Eleitorado/Participação  | 313   | 36,10 / 100,00  |

#### França
| Candidato               | Candidato                | Votos | %               |
| ----------------------- | ------------------------ | ----- | --------------- |
|                         | Marcelo Rebelo de Sousa  | 89    | 62,68 / 100,00  |
|                         | António Sampaio da Nóvoa | 25    | 17,61 / 100,00  |
|                         | Maria de Belém Roseira   | 14    | 9,86 / 100,00   |
|                         | Marisa Matias            | 9     | 6,34 / 100,00   |
|                         | Vitorino Silva           | 3     | 2,11 / 100,00   |
|                         | Edgar Silva              | 1     | 0,70 / 100,00   |
|                         | Jorge Sequeira           | 1     | 0,70 / 100,00   |
|                         | Paulo de Morais          | 0     | 0,00 / 100,00   |
|                         | Henrique Neto            | 0     | 0,00 / 100,00   |
|                         | Cândido Ferreira         | 0     | 0,00 / 100,00   |
| Votos Inválidos         | Votos Inválidos          | 1     | 0,70 / 100,00   |
| Total                   | Total                    | 143   | 100,00 / 100,00 |
| Eleitorado/Participação | Eleitorado/Participação  | 346   | 41,33 / 100,00  |

#### Gimonde
| Candidato               | Candidato                | Votos | %               |
| ----------------------- | ------------------------ | ----- | --------------- |
|                         | Marcelo Rebelo de Sousa  | 98    | 60,87 / 100,00  |
|                         | António Sampaio da Nóvoa | 32    | 19,88 / 100,00  |
|                         | Marisa Matias            | 10    | 6,21 / 100,00   |
|                         | Maria de Belém Roseira   | 8     | 4,97 / 100,00   |
|                         | Vitorino Silva           | 6     | 3,73 / 100,00   |
|                         | Edgar Silva              | 2     | 1,24 / 100,00   |
|                         | Henrique Neto            | 2     | 1,24 / 100,00   |
|                         | Paulo de Morais          | 1     | 0,62 / 100,00   |
|                         | Jorge Sequeira           | 1     | 0,62 / 100,00   |
|                         | Cândido Ferreira         | 1     | 0,62 / 100,00   |
| Votos Inválidos         | Votos Inválidos          | 8     | 4,74 / 100,00   |
| Total                   | Total                    | 169   | 100,00 / 100,00 |
| Eleitorado/Participação | Eleitorado/Participação  | 393   | 43,00 / 100,00  |

#### Gondosende
| Candidato               | Candidato                | Votos | %               |
| ----------------------- | ------------------------ | ----- | --------------- |
|                         | Marcelo Rebelo de Sousa  | 67    | 67,00 / 100,00  |
|                         | Marisa Matias            | 10    | 10,00 / 100,00  |
|                         | António Sampaio da Nóvoa | 8     | 8,00 / 100,00   |
|                         | Paulo de Morais          | 7     | 7,00 / 100,00   |
|                         | Edgar Silva              | 4     | 4,00 / 100,00   |
|                         | Maria de Belém Roseira   | 2     | 2,00 / 100,00   |
|                         | Vitorino Silva           | 1     | 1,00 / 100,00   |
|                         | Jorge Sequeira           | 1     | 1,00 / 100,00   |
|                         | Henrique Neto            | 0     | 0,00 / 100,00   |
|                         | Cândido Ferreira         | 0     | 0,00 / 100,00   |
| Votos Inválidos         | Votos Inválidos          | 1     | 0,99 / 100,00   |
| Total                   | Total                    | 101   | 100,00 / 100,00 |
| Eleitorado/Participação | Eleitorado/Participação  | 215   | 46,98 / 100,00  |

#### Gostei
| Candidato               | Candidato                | Votos | %               |
| ----------------------- | ------------------------ | ----- | --------------- |
|                         | Marcelo Rebelo de Sousa  | 124   | 65,96 / 100,00  |
|                         | António Sampaio da Nóvoa | 32    | 17,02 / 100,00  |
|                         | Marisa Matias            | 11    | 5,85 / 100,00   |
|                         | Vitorino Silva           | 10    | 5,32 / 100,00   |
|                         | Maria de Belém Roseira   | 6     | 3,19 / 100,00   |
|                         | Paulo de Morais          | 3     | 1,60 / 100,00   |
|                         | Henrique Neto            | 2     | 1,06 / 100,00   |
|                         | Edgar Silva              | 0     | 0,00 / 100,00   |
|                         | Jorge Sequeira           | 0     | 0,00 / 100,00   |
|                         | Cândido Ferreira         | 0     | 0,00 / 100,00   |
| Votos Inválidos         | Votos Inválidos          | 2     | 1,06 / 100,00   |
| Total                   | Total                    | 190   | 100,00 / 100,00 |
| Eleitorado/Participação | Eleitorado/Participação  | 477   | 39,83 / 100,00  |

#### Grijó de Parada
| Candidato               | Candidato                | Votos | %               |
| ----------------------- | ------------------------ | ----- | --------------- |
|                         | Marcelo Rebelo de Sousa  | 87    | 61,70 / 100,00  |
|                         | António Sampaio da Nóvoa | 24    | 17,02 / 100,00  |
|                         | Marisa Matias            | 12    | 8,51 / 100,00   |
|                         | Maria de Belém Roseira   | 8     | 5,67 / 100,00   |
|                         | Vitorino Silva           | 3     | 2,13 / 100,00   |
|                         | Paulo de Morais          | 3     | 2,13 / 100,00   |
|                         | Edgar Silva              | 2     | 1,42 / 100,00   |
|                         | Henrique Neto            | 1     | 0,71 / 100,00   |
|                         | Jorge Sequeira           | 1     | 0,71 / 100,00   |
|                         | Cândido Ferreira         | 0     | 0,00 / 100,00   |
| Votos Inválidos         | Votos Inválidos          | 6     | 4,08 / 100,00   |
| Total                   | Total                    | 147   | 100,00 / 100,00 |
| Eleitorado/Participação | Eleitorado/Participação  | 396   | 37,12 / 100,00  |

#### Izeda, Calvelhe e Paradinha Nova
| Candidato               | Candidato                | Votos | %               |
| ----------------------- | ------------------------ | ----- | --------------- |
|                         | Marcelo Rebelo de Sousa  | 212   | 56,53 / 100,00  |
|                         | António Sampaio da Nóvoa | 80    | 21,33 / 100,00  |
|                         | Maria de Belém Roseira   | 33    | 8,80 / 100,00   |
|                         | Marisa Matias            | 29    | 7,73 / 100,00   |
|                         | Vitorino Silva           | 6     | 1,60 / 100,00   |
|                         | Paulo de Morais          | 5     | 1,07 / 100,00   |
|                         | Edgar Silva              | 4     | 1,07 / 100,00   |
|                         | Henrique Neto            | 4     | 1,07 / 100,00   |
|                         | Jorge Sequeira           | 1     | 0,27 / 100,00   |
|                         | Cândido Ferreira         | 1     | 0,27 / 100,00   |
| Votos Inválidos         | Votos Inválidos          | 7     | 1,83 / 100,00   |
| Total                   | Total                    | 382   | 100,00 / 100,00 |
| Eleitorado/Participação | Eleitorado/Participação  | 1 276 | 29,94 / 100,00  |

#### Macedo do Mato
| Candidato               | Candidato                | Votos | %               |
| ----------------------- | ------------------------ | ----- | --------------- |
|                         | Marcelo Rebelo de Sousa  | 68    | 74,73 / 100,00  |
|                         | António Sampaio da Nóvoa | 11    | 12,09 / 100,00  |
|                         | Maria de Belém Roseira   | 5     | 5,49 / 100,00   |
|                         | Marisa Matias            | 3     | 3,30 / 100,00   |
|                         | Edgar Silva              | 2     | 2,20 / 100,00   |
|                         | Paulo de Morais          | 2     | 2,20 / 100,00   |
|                         | Vitorino Silva           | 0     | 0,00 / 100,00   |
|                         | Henrique Neto            | 0     | 0,00 / 100,00   |
|                         | Jorge Sequeira           | 0     | 0,00 / 100,00   |
|                         | Cândido Ferreira         | 0     | 0,00 / 100,00   |
| Votos Inválidos         | Votos Inválidos          | 0     | 0,00 / 100,00   |
| Total                   | Total                    | 91    | 100,00 / 100,00 |
| Eleitorado/Participação | Eleitorado/Participação  | 293   | 31,06 / 100,00  |

#### Mós
| Candidato               | Candidato                | Votos | %               |
| ----------------------- | ------------------------ | ----- | --------------- |
|                         | Marcelo Rebelo de Sousa  | 44    | 62,86 / 100,00  |
|                         | António Sampaio da Nóvoa | 10    | 14,29 / 100,00  |
|                         | Marisa Matias            | 8     | 11,43 / 100,00  |
|                         | Maria de Belém Roseira   | 4     | 5,71 / 100,00   |
|                         | Vitorino Silva           | 2     | 2,86 / 100,00   |
|                         | Paulo de Morais          | 1     | 1,43 / 100,00   |
|                         | Cândido Ferreira         | 1     | 1,43 / 100,00   |
|                         | Edgar Silva              | 0     | 0,00 / 100,00   |
|                         | Henrique Neto            | 0     | 0,00 / 100,00   |
|                         | Jorge Sequeira           | 0     | 0,00 / 100,00   |
| Votos Inválidos         | Votos Inválidos          | 1     | 1,41 / 100,00   |
| Total                   | Total                    | 71    | 100,00 / 100,00 |
| Eleitorado/Participação | Eleitorado/Participação  | 261   | 27,20 / 100,00  |

#### Nogueira
| Candidato               | Candidato                | Votos | %               |
| ----------------------- | ------------------------ | ----- | --------------- |
|                         | Marcelo Rebelo de Sousa  | 113   | 56,78 / 100,00  |
|                         | António Sampaio da Nóvoa | 56    | 28,14 / 100,00  |
|                         | Marisa Matias            | 15    | 7,54 / 100,00   |
|                         | Maria de Belém Roseira   | 11    | 5,53 / 100,00   |
|                         | Paulo de Morais          | 2     | 1,01 / 100,00   |
|                         | Vitorino Silva           | 1     | 0,50 / 100,00   |
|                         | Henrique Neto            | 1     | 0,50 / 100,00   |
|                         | Edgar Silva              | 0     | 0,00 / 100,00   |
|                         | Cândido Ferreira         | 0     | 0,00 / 100,00   |
|                         | Jorge Sequeira           | 0     | 0,00 / 100,00   |
| Votos Inválidos         | Votos Inválidos          | 6     | 2,93 / 100,00   |
| Total                   | Total                    | 205   | 100,00 / 100,00 |
| Eleitorado/Participação | Eleitorado/Participação  | 494   | 41,50 / 100,00  |

#### Outeiro
| Candidato               | Candidato                | Votos | %               |
| ----------------------- | ------------------------ | ----- | --------------- |
|                         | Marcelo Rebelo de Sousa  | 93    | 70,45 / 100,00  |
|                         | António Sampaio da Nóvoa | 25    | 18,94 / 100,00  |
|                         | Maria de Belém Roseira   | 8     | 6,06 / 100,00   |
|                         | Marisa Matias            | 4     | 3,03 / 100,00   |
|                         | Vitorino Silva           | 2     | 1,52 / 100,00   |
|                         | Paulo de Morais          | 0     | 0,00 / 100,00   |
|                         | Henrique Neto            | 0     | 0,00 / 100,00   |
|                         | Edgar Silva              | 0     | 0,00 / 100,00   |
|                         | Cândido Ferreira         | 0     | 0,00 / 100,00   |
|                         | Jorge Sequeira           | 0     | 0,00 / 100,00   |
| Votos Inválidos         | Votos Inválidos          | 0     | 0,00 / 100,00   |
| Total                   | Total                    | 132   | 100,00 / 100,00 |
| Eleitorado/Participação | Eleitorado/Participação  | 344   | 38,37 / 100,00  |

#### Parada e Faílde
| Candidato               | Candidato                | Votos | %               |
| ----------------------- | ------------------------ | ----- | --------------- |
|                         | Marcelo Rebelo de Sousa  | 204   | 60,18 / 100,00  |
|                         | António Sampaio da Nóvoa | 81    | 23,89 / 100,00  |
|                         | Marisa Matias            | 24    | 7,08 / 100,00   |
|                         | Maria de Belém Roseira   | 15    | 4,42 / 100,00   |
|                         | Edgar Silva              | 5     | 1,47 / 100,00   |
|                         | Vitorino Silva           | 4     | 1,18 / 100,00   |
|                         | Paulo de Morais          | 3     | 0,88 / 100,00   |
|                         | Henrique Neto            | 2     | 0,59 / 100,00   |
|                         | Cândido Ferreira         | 1     | 0,27 / 100,00   |
|                         | Jorge Sequeira           | 0     | 0,00 / 100,00   |
| Votos Inválidos         | Votos Inválidos          | 5     | 1,45 / 100,00   |
| Total                   | Total                    | 344   | 100,00 / 100,00 |
| Eleitorado/Participação | Eleitorado/Participação  | 927   | 37,11 / 100,00  |

#### Parâmio
| Candidato               | Candidato                | Votos | %               |
| ----------------------- | ------------------------ | ----- | --------------- |
|                         | Marcelo Rebelo de Sousa  | 43    | 53,09 / 100,00  |
|                         | António Sampaio da Nóvoa | 18    | 22,22 / 100,00  |
|                         | Vitorino Silva           | 9     | 11,11 / 100,00  |
|                         | Marisa Matias            | 5     | 6,17 / 100,00   |
|                         | Maria de Belém Roseira   | 4     | 4,94 / 100,00   |
|                         | Henrique Neto            | 1     | 1,23 / 100,00   |
|                         | Jorge Sequeira           | 1     | 1,23 / 100,00   |
|                         | Edgar Silva              | 0     | 0,00 / 100,00   |
|                         | Paulo de Morais          | 0     | 0,00 / 100,00   |
|                         | Cândido Ferreira         | 0     | 0,00 / 100,00   |
| Votos Inválidos         | Votos Inválidos          | 2     | 2,41 / 100,00   |
| Total                   | Total                    | 83    | 100,00 / 100,00 |
| Eleitorado/Participação | Eleitorado/Participação  | 275   | 30,18 / 100,00  |

#### Pinela
| Candidato               | Candidato                | Votos | %               |
| ----------------------- | ------------------------ | ----- | --------------- |
|                         | Marcelo Rebelo de Sousa  | 61    | 64,21 / 100,00  |
|                         | António Sampaio da Nóvoa | 10    | 10,53 / 100,00  |
|                         | Marisa Matias            | 10    | 10,53 / 100,00  |
|                         | Maria de Belém Roseira   | 6     | 6,32 / 100,00   |
|                         | Vitorino Silva           | 6     | 6,32 / 100,00   |
|                         | Edgar Silva              | 2     | 2,11 / 100,00   |
|                         | Paulo de Morais          | 0     | 0,00 / 100,00   |
|                         | Henrique Neto            | 0     | 0,00 / 100,00   |
|                         | Jorge Sequeira           | 0     | 0,00 / 100,00   |
|                         | Cândido Ferreira         | 0     | 0,00 / 100,00   |
| Votos Inválidos         | Votos Inválidos          | 2     | 2,04 / 100,00   |
| Total                   | Total                    | 97    | 100,00 / 100,00 |
| Eleitorado/Participação | Eleitorado/Participação  | 338   | 28,70 / 100,00  |

#### Quintanilha
| Candidato               | Candidato                | Votos | %               |
| ----------------------- | ------------------------ | ----- | --------------- |
|                         | António Sampaio da Nóvoa | 46    | 35,66 / 100,00  |
|                         | Marcelo Rebelo de Sousa  | 43    | 33,33 / 100,00  |
|                         | Marisa Matias            | 16    | 12,40 / 100,00  |
|                         | Maria de Belém Roseira   | 10    | 7,75 / 100,00   |
|                         | Vitorino Silva           | 8     | 6,20 / 100,00   |
|                         | Edgar Silva              | 3     | 2,33 / 100,00   |
|                         | Paulo de Morais          | 2     | 1,55 / 100,00   |
|                         | Henrique Neto            | 1     | 0,78 / 100,00   |
|                         | Jorge Sequeira           | 0     | 0,00 / 100,00   |
|                         | Cândido Ferreira         | 0     | 0,00 / 100,00   |
| Votos Inválidos         | Votos Inválidos          | 4     | 3,00 / 100,00   |
| Total                   | Total                    | 133   | 100,00 / 100,00 |
| Eleitorado/Participação | Eleitorado/Participação  | 269   | 49,44 / 100,00  |

#### Quintela de Lampaças
| Candidato               | Candidato                | Votos | %               |
| ----------------------- | ------------------------ | ----- | --------------- |
|                         | Marcelo Rebelo de Sousa  | 80    | 70,18 / 100,00  |
|                         | António Sampaio da Nóvoa | 22    | 19,30 / 100,00  |
|                         | Marisa Matias            | 5     | 4,39 / 100,00   |
|                         | Maria de Belém Roseira   | 5     | 4,39 / 100,00   |
|                         | Vitorino Silva           | 1     | 0,88 / 100,00   |
|                         | Jorge Sequeira           | 1     | 0,88 / 100,00   |
|                         | Edgar Silva              | 0     | 0,00 / 100,00   |
|                         | Paulo de Morais          | 0     | 0,00 / 100,00   |
|                         | Henrique Neto            | 0     | 0,00 / 100,00   |
|                         | Cândido Ferreira         | 0     | 0,00 / 100,00   |
| Votos Inválidos         | Votos Inválidos          | 2     | 1,72 / 100,00   |
| Total                   | Total                    | 116   | 100,00 / 100,00 |
| Eleitorado/Participação | Eleitorado/Participação  | 302   | 38,41 / 100,00  |

#### Rabal
| Candidato               | Candidato                | Votos | %               |
| ----------------------- | ------------------------ | ----- | --------------- |
|                         | Marcelo Rebelo de Sousa  | 72    | 72,00 / 100,00  |
|                         | António Sampaio da Nóvoa | 11    | 11,00 / 100,00  |
|                         | Maria de Belém Roseira   | 5     | 5,00 / 100,00   |
|                         | Vitorino Silva           | 3     | 3,00 / 100,00   |
|                         | Edgar Silva              | 3     | 3,00 / 100,00   |
|                         | Marisa Matias            | 2     | 2,00 / 100,00   |
|                         | Cândido Ferreira         | 2     | 2,00 / 100,00   |
|                         | Paulo de Morais          | 1     | 1,00 / 100,00   |
|                         | Henrique Neto            | 1     | 1,00 / 100,00   |
|                         | Jorge Sequeira           | 0     | 0,00 / 100,00   |
| Votos Inválidos         | Votos Inválidos          | 7     | 6,54 / 100,00   |
| Total                   | Total                    | 107   | 100,00 / 100,00 |
| Eleitorado/Participação | Eleitorado/Participação  | 268   | 39,93 / 100,00  |

#### Rebordainhos e Pombares
| Candidato               | Candidato                | Votos | %               |
| ----------------------- | ------------------------ | ----- | --------------- |
|                         | Marcelo Rebelo de Sousa  | 79    | 74,53 / 100,00  |
|                         | António Sampaio da Nóvoa | 12    | 11,32 / 100,00  |
|                         | Marisa Matias            | 6     | 5,66 / 100,00   |
|                         | Maria de Belém Roseira   | 4     | 3,77 / 100,00   |
|                         | Cândido Ferreira         | 2     | 1,89 / 100,00   |
|                         | Vitorino Silva           | 1     | 0,94 / 100,00   |
|                         | Henrique Neto            | 1     | 0,94 / 100,00   |
|                         | Jorge Sequeira           | 1     | 0,94 / 100,00   |
|                         | Edgar Silva              | 0     | 0,00 / 100,00   |
|                         | Paulo de Morais          | 0     | 0,00 / 100,00   |
| Votos Inválidos         | Votos Inválidos          | 1     | 0,93 / 100,00   |
| Total                   | Total                    | 107   | 100,00 / 100,00 |
| Eleitorado/Participação | Eleitorado/Participação  | 290   | 36,90 / 100,00  |

#### Rebordãos
| Candidato               | Candidato                | Votos | %               |
| ----------------------- | ------------------------ | ----- | --------------- |
|                         | Marcelo Rebelo de Sousa  | 136   | 69,39 / 100,00  |
|                         | António Sampaio da Nóvoa | 25    | 12,76 / 100,00  |
|                         | Marisa Matias            | 14    | 7,14 / 100,00   |
|                         | Vitorino Silva           | 11    | 5,61 / 100,00   |
|                         | Maria de Belém Roseira   | 5     | 2,55 / 100,00   |
|                         | Edgar Silva              | 5     | 2,55 / 100,00   |
|                         | Paulo de Morais          | 0     | 0,00 / 100,00   |
|                         | Henrique Neto            | 0     | 0,00 / 100,00   |
|                         | Jorge Sequeira           | 0     | 0,00 / 100,00   |
|                         | Cândido Ferreira         | 0     | 0,00 / 100,00   |
| Votos Inválidos         | Votos Inválidos          | 4     | 2,00 / 100,00   |
| Total                   | Total                    | 200   | 100,00 / 100,00 |
| Eleitorado/Participação | Eleitorado/Participação  | 567   | 35,27 / 100,00  |

#### Rio Frio e Milhão
| Candidato               | Candidato                | Votos | %               |
| ----------------------- | ------------------------ | ----- | --------------- |
|                         | Marcelo Rebelo de Sousa  | 150   | 69,77 / 100,00  |
|                         | António Sampaio da Nóvoa | 34    | 15,81 / 100,00  |
|                         | Marisa Matias            | 14    | 6,51 / 100,00   |
|                         | Maria de Belém Roseira   | 8     | 3,72 / 100,00   |
|                         | Vitorino Silva           | 4     | 1,86 / 100,00   |
|                         | Edgar Silva              | 3     | 1,40 / 100,00   |
|                         | Paulo de Morais          | 1     | 0,47 / 100,00   |
|                         | Henrique Neto            | 1     | 0,47 / 100,00   |
|                         | Jorge Sequeira           | 0     | 0,00 / 100,00   |
|                         | Cândido Ferreira         | 0     | 0,00 / 100,00   |
| Votos Inválidos         | Votos Inválidos          | 5     | 2,27 / 100,00   |
| Total                   | Total                    | 220   | 100,00 / 100,00 |
| Eleitorado/Participação | Eleitorado/Participação  | 446   | 49,33 / 100,00  |

#### Salsas
| Candidato               | Candidato                | Votos | %               |
| ----------------------- | ------------------------ | ----- | --------------- |
|                         | Marcelo Rebelo de Sousa  | 112   | 77,24 / 100,00  |
|                         | António Sampaio da Nóvoa | 13    | 8,97 / 100,00   |
|                         | Maria de Belém Roseira   | 8     | 5,52 / 100,00   |
|                         | Marisa Matias            | 4     | 2,76 / 100,00   |
|                         | Paulo de Morais          | 3     | 2,07 / 100,00   |
|                         | Vitorino Silva           | 2     | 1,38 / 100,00   |
|                         | Henrique Neto            | 2     | 1,38 / 100,00   |
|                         | Edgar Silva              | 1     | 0,69 / 100,00   |
|                         | Jorge Sequeira           | 0     | 0,00 / 100,00   |
|                         | Cândido Ferreira         | 0     | 0,00 / 100,00   |
| Votos Inválidos         | Votos Inválidos          | 5     | 3,34 / 100,00   |
| Total                   | Total                    | 150   | 100,00 / 100,00 |
| Eleitorado/Participação | Eleitorado/Participação  | 497   | 30,18 / 100,00  |

#### Samil
| Candidato               | Candidato                | Votos | %               |
| ----------------------- | ------------------------ | ----- | --------------- |
|                         | Marcelo Rebelo de Sousa  | 228   | 56,44 / 100,00  |
|                         | António Sampaio da Nóvoa | 109   | 26,98 / 100,00  |
|                         | Marisa Matias            | 26    | 6,44 / 100,00   |
|                         | Maria de Belém Roseira   | 21    | 5,20 / 100,00   |
|                         | Edgar Silva              | 6     | 1,49 / 100,00   |
|                         | Paulo de Morais          | 5     | 1,24 / 100,00   |
|                         | Cândido Ferreira         | 4     | 0,99 / 100,00   |
|                         | Henrique Neto            | 3     | 0,74 / 100,00   |
|                         | Vitorino Silva           | 2     | 0,50 / 100,00   |
|                         | Jorge Sequeira           | 0     | 0,00 / 100,00   |
| Votos Inválidos         | Votos Inválidos          | 3     | 0,74 / 100,00   |
| Total                   | Total                    | 407   | 100,00 / 100,00 |
| Eleitorado/Participação | Eleitorado/Participação  | 965   | 42,18 / 100,00  |

#### Santa Comba de Rossas
| Candidato               | Candidato                | Votos | %               |
| ----------------------- | ------------------------ | ----- | --------------- |
|                         | Marcelo Rebelo de Sousa  | 70    | 52,63 / 100,00  |
|                         | António Sampaio da Nóvoa | 33    | 24,81 / 100,00  |
|                         | Marisa Matias            | 17    | 12,78 / 100,00  |
|                         | Maria de Belém Roseira   | 5     | 3,76 / 100,00   |
|                         | Vitorino Silva           | 5     | 3,76 / 100,00   |
|                         | Henrique Neto            | 2     | 1,50 / 100,00   |
|                         | Paulo de Morais          | 1     | 0,75 / 100,00   |
|                         | Edgar Silva              | 0     | 0,00 / 100,00   |
|                         | Jorge Sequeira           | 0     | 0,00 / 100,00   |
|                         | Cândido Ferreira         | 0     | 0,00 / 100,00   |
| Votos Inválidos         | Votos Inválidos          | 6     | 4,32 / 100,00   |
| Total                   | Total                    | 139   | 100,00 / 100,00 |
| Eleitorado/Participação | Eleitorado/Participação  | 372   | 37,37 / 100,00  |

#### São Julião de Palácios e Deilão
| Candidato               | Candidato                | Votos | %               |
| ----------------------- | ------------------------ | ----- | --------------- |
|                         | Marcelo Rebelo de Sousa  | 161   | 79,31 / 100,00  |
|                         | Marisa Matias            | 12    | 5,91 / 100,00   |
|                         | António Sampaio da Nóvoa | 10    | 4,93 / 100,00   |
|                         | Maria de Belém Roseira   | 7     | 3,45 / 100,00   |
|                         | Henrique Neto            | 5     | 2,46 / 100,00   |
|                         | Vitorino Silva           | 2     | 0,99 / 100,00   |
|                         | Paulo de Morais          | 2     | 0,99 / 100,00   |
|                         | Jorge Sequeira           | 2     | 0,99 / 100,00   |
|                         | Edgar Silva              | 1     | 0,49 / 100,00   |
|                         | Cândido Ferreira         | 1     | 0,49 / 100,00   |
| Votos Inválidos         | Votos Inválidos          | 5     | 2,40 / 100,00   |
| Total                   | Total                    | 208   | 100,00 / 100,00 |
| Eleitorado/Participação | Eleitorado/Participação  | 590   | 35,25 / 100,00  |

#### São Pedro de Sarracenos
| Candidato               | Candidato                | Votos | %               |
| ----------------------- | ------------------------ | ----- | --------------- |
|                         | Marcelo Rebelo de Sousa  | 93    | 57,06 / 100,00  |
|                         | Marisa Matias            | 28    | 17,18 / 100,00  |
|                         | António Sampaio da Nóvoa | 24    | 14,72 / 100,00  |
|                         | Vitorino Silva           | 7     | 4,29 / 100,00   |
|                         | Maria de Belém Roseira   | 6     | 3,68 / 100,00   |
|                         | Paulo de Morais          | 4     | 2,50 / 100,00   |
|                         | Henrique Neto            | 1     | 0,61 / 100,00   |
|                         | Jorge Sequeira           | 0     | 0,00 / 100,00   |
|                         | Edgar Silva              | 0     | 0,00 / 100,00   |
|                         | Cândido Ferreira         | 0     | 0,00 / 100,00   |
| Votos Inválidos         | Votos Inválidos          | 8     | 4,68 / 100,00   |
| Total                   | Total                    | 171   | 100,00 / 100,00 |
| Eleitorado/Participação | Eleitorado/Participação  | 371   | 46,09 / 100,00  |

#### Sé, Santa Maria e Meixedo
| Candidato               | Candidato                | Votos  | %               |
| ----------------------- | ------------------------ | ------ | --------------- |
|                         | Marcelo Rebelo de Sousa  | 4 214  | 55,76 / 100,00  |
|                         | António Sampaio da Nóvoa | 1 881  | 24,89 / 100,00  |
|                         | Marisa Matias            | 648    | 8,57 / 100,00   |
|                         | Maria de Belém Roseira   | 289    | 3,82 / 100,00   |
|                         | Vitorino Silva           | 170    | 2,25 / 100,00   |
|                         | Paulo de Morais          | 155    | 2,05 / 100,00   |
|                         | Edgar Silva              | 113    | 1,50 / 100,00   |
|                         | Henrique Neto            | 59     | 0,78 / 100,00   |
|                         | Jorge Sequeira           | 18     | 0,24 / 100,00   |
|                         | Cândido Ferreira         | 10     | 0,13 / 100,00   |
| Votos Inválidos         | Votos Inválidos          | 152    | 1,97 / 100,00   |
| Total                   | Total                    | 7 709  | 100,00 / 100,00 |
| Eleitorado/Participação | Eleitorado/Participação  | 20 754 | 37,14 / 100,00  |

#### Sendas
| Candidato               | Candidato                | Votos | %               |
| ----------------------- | ------------------------ | ----- | --------------- |
|                         | Marcelo Rebelo de Sousa  | 87    | 84,47 / 100,00  |
|                         | António Sampaio da Nóvoa | 10    | 9,71 / 100,00   |
|                         | Jorge Sequeira           | 3     | 2,91 / 100,00   |
|                         | Maria de Belém Roseira   | 2     | 1,94 / 100,00   |
|                         | Paulo de Morais          | 1     | 0,97 / 100,00   |
|                         | Marisa Matias            | 0     | 0,00 / 100,00   |
|                         | Vitorino Silva           | 0     | 0,00 / 100,00   |
|                         | Edgar Silva              | 0     | 0,00 / 100,00   |
|                         | Henrique Neto            | 0     | 0,00 / 100,00   |
|                         | Cândido Ferreira         | 0     | 0,00 / 100,00   |
| Votos Inválidos         | Votos Inválidos          | 3     | 2,83 / 100,00   |
| Total                   | Total                    | 106   | 100,00 / 100,00 |
| Eleitorado/Participação | Eleitorado/Participação  | 222   | 47,75 / 100,00  |

#### Serapicos
| Candidato               | Candidato                | Votos | %               |
| ----------------------- | ------------------------ | ----- | --------------- |
|                         | Marcelo Rebelo de Sousa  | 77    | 76,24 / 100,00  |
|                         | António Sampaio da Nóvoa | 10    | 9,90 / 100,00   |
|                         | Marisa Matias            | 7     | 6,93 / 100,00   |
|                         | Maria de Belém Roseira   | 4     | 3,96 / 100,00   |
|                         | Paulo de Morais          | 2     | 1,98 / 100,00   |
|                         | Vitorino Silva           | 1     | 0,99 / 100,00   |
|                         | Edgar Silva              | 0     | 0,00 / 100,00   |
|                         | Henrique Neto            | 0     | 0,00 / 100,00   |
|                         | Jorge Sequeira           | 0     | 0,00 / 100,00   |
|                         | Cândido Ferreira         | 0     | 0,00 / 100,00   |
| Votos Inválidos         | Votos Inválidos          | 3     | 2,88 / 100,00   |
| Total                   | Total                    | 104   | 100,00 / 100,00 |
| Eleitorado/Participação | Eleitorado/Participação  | 335   | 31,04 / 100,00  |

#### Sortes
| Candidato               | Candidato                | Votos | %               |
| ----------------------- | ------------------------ | ----- | --------------- |
|                         | Marcelo Rebelo de Sousa  | 56    | 50,45 / 100,00  |
|                         | António Sampaio da Nóvoa | 22    | 19,82 / 100,00  |
|                         | Marisa Matias            | 17    | 15,32 / 100,00  |
|                         | Maria de Belém Roseira   | 10    | 9,01 / 100,00   |
|                         | Paulo de Morais          | 3     | 2,70 / 100,00   |
|                         | Vitorino Silva           | 1     | 0,90 / 100,00   |
|                         | Edgar Silva              | 1     | 0,90 / 100,00   |
|                         | Cândido Ferreira         | 1     | 0,90 / 100,00   |
|                         | Henrique Neto            | 0     | 0,00 / 100,00   |
|                         | Jorge Sequeira           | 0     | 0,00 / 100,00   |
| Votos Inválidos         | Votos Inválidos          | 6     | 5,13 / 100,00   |
| Total                   | Total                    | 117   | 100,00 / 100,00 |
| Eleitorado/Participação | Eleitorado/Participação  | 315   | 37,14 / 100,00  |

#### Zoio
| Candidato               | Candidato                | Votos | %               |
| ----------------------- | ------------------------ | ----- | --------------- |
|                         | Marcelo Rebelo de Sousa  | 67    | 78,82 / 100,00  |
|                         | António Sampaio da Nóvoa | 8     | 9,41 / 100,00   |
|                         | Marisa Matias            | 7     | 8,24 / 100,00   |
|                         | Maria de Belém Roseira   | 2     | 2,35 / 100,00   |
|                         | Jorge Sequeira           | 1     | 1,18 / 100,00   |
|                         | Vitorino Silva           | 0     | 0,00 / 100,00   |
|                         | Edgar Silva              | 0     | 0,00 / 100,00   |
|                         | Paulo de Morais          | 0     | 0,00 / 100,00   |
|                         | Henrique Neto            | 0     | 0,00 / 100,00   |
|                         | Cândido Ferreira         | 0     | 0,00 / 100,00   |
| Votos Inválidos         | Votos Inválidos          | 2     | 2,30 / 100,00   |
| Total                   | Total                    | 87    | 100,00 / 100,00 |
| Eleitorado/Participação | Eleitorado/Participação  | 199   | 43,72 / 100,00  |